# 朽木昌綱
朽木昌綱（日语：／ Kutsuki Masatsuna，1750年3月5日—1802年5月18日），日本江戶時代中期至末期的大名，福知山藩第8代藩主、福知山藩朽木家第9代家督。他也是一位蘭學家、歐洲地誌研究者、世界地理研究者和貨幣研究家。
朽木昌綱是第6代藩主朽木綱貞的長子，出生在江戶。1776年（安永5年）成為第7代藩主朽木舖綱的養子。1787年（天明7年）舖綱去世後繼承家督之位。
昌綱自幼有收集古錢幣的興趣，有「古錢家之王者」的稱號。最初他僅收集日本和中國的古錢幣，後開始收集歐洲國家的錢幣，並對歐洲開始感興趣，開始研究世界地理。1772年（安永元年），他拜前野良澤為師學習蘭學，同門師兄弟有杉田玄白、中川淳庵、桂川甫周、大槻玄澤、司馬江漢等著名人物。其中開始學習荷蘭語，並與荷蘭商館館長蒂進成為朋友，從他那裏得到了許多西洋書籍和錢幣。另外，他拜義兄松平不昧為師學習茶道，又與畫家酒井抱一互相交流。與其在文化上的造詣相比，他在政治上毫無作為。
1800年（寬政12年）讓位給養子倫綱並隱居，隨後剃髮出家，稱近江入道。他回到江戶，後於1802年（享和2年）去世，享年53歲。